# Gòtic col·legial

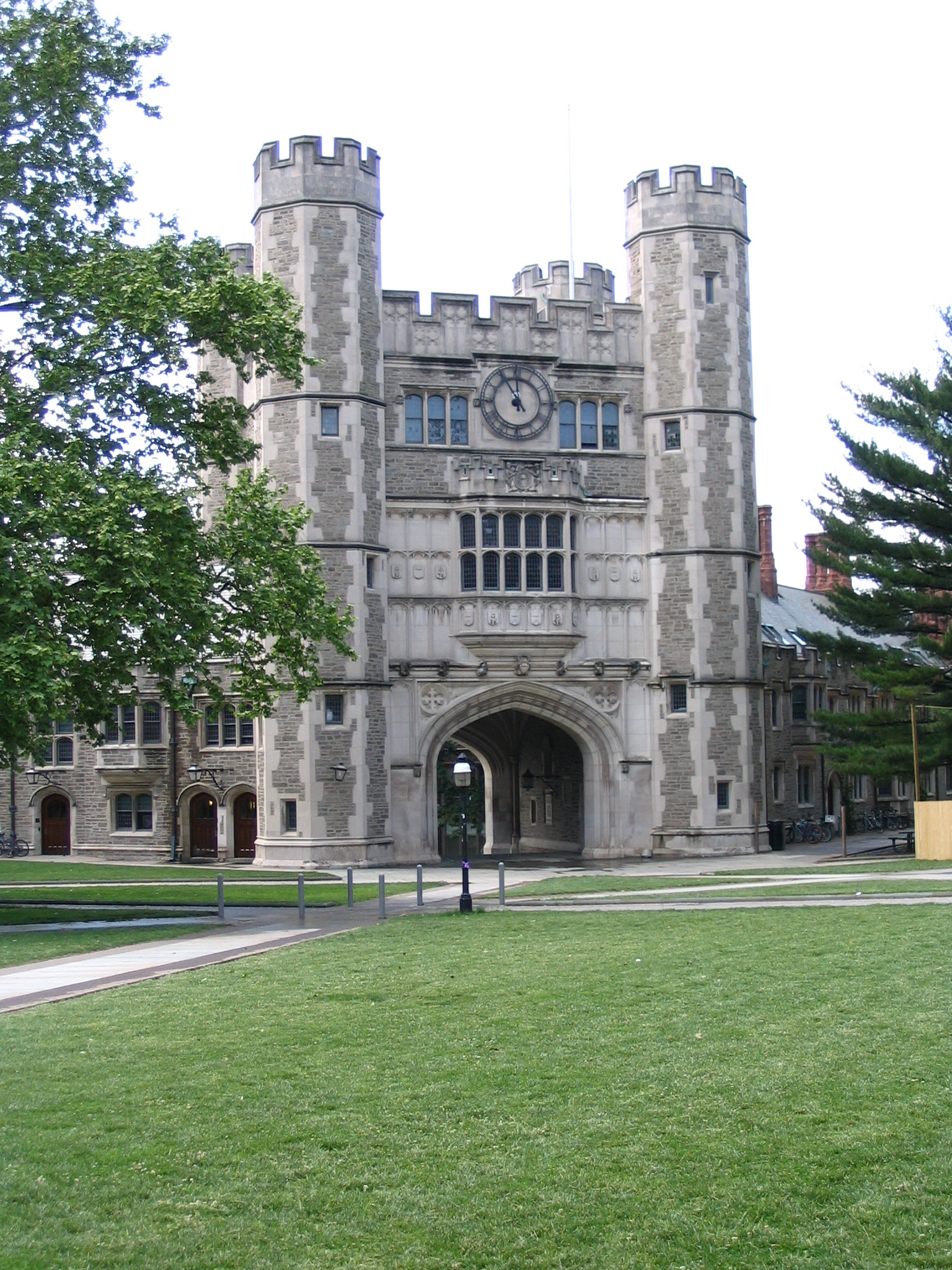
Blair Hall (1896–97), edifici de la Universitat de Princeton, obra dels arquitectes Walter Cope i John Stewardson

El gòtic col·legial és la versió secular de l'arquitectura gòtica que va tenir com a màxim exponent els colleges anglesos de Cambridge i Oxford. A partir d'aquests orígens, a les acaballes del segle xix i el començament del segle XX es va desenvolupar als Estats Units i el Canadà, així com en alguns països d'Europa, un subgènere característic de l'estil neogòtic, utilitzat per a la construcció d'edificis universitaris i d'estudis superiors. Com a forma d'arquitectura historicista, s'inspira clarament en els edificis anglesos d'estil gòtic i Tudor.

## El gòtic a Anglaterra
El gòtic com a estil arquitectònic segueix una evolució concreta i particular a Anglaterra, on es distingeixen etapes semblants, en el temps, a les que es donen en el gòtic continental, encara que amb característiques diferents.
Així, mentre que al continent es desenvolupava el gòtic flamíger, Anglaterra desenvolupa el que es coneix com a gòtic perpendicular, caracteritzat per voltes molt planes, de tipus de ventall (amb un gran equilibri entre línies verticals i horitzontals, cosa que dona com a resultat una mena d'enreixat), que es compensa amb l'obertura de grans finestrals, i l'arc Tudor, que és un tipus d'arc carpanell apuntat.
La culminació del gòtic perpendicular es dona a la fi del segle XIV i es produeix alhora una utilització massiva d'aquest estil en la construcció de centres universitaris (colleges) tant a Oxford com a Cambrigde, la qual cosa va donar lloc al terme de gòtic col·legial amb què es ve a denominar aquesta mena de gòtic tan característic, utilitzat en la construcció d'aquest tipus d'institucions. Cal no perdre de vista que en aquest moment, i un cop acabades les catedrals de Canterbury i Winchester, aquestes construccions van perdre el seu paper predominant en l'arquitectura anglesa. Així, a partir d'aleshores els projectes arquitectònics més importants que van sorgint són petites esglésies, capelles i parròquies, i sobretot, les noves construccions dels col·legis universitaris tant d'Oxford com de Cambridge.